# Sicurezza

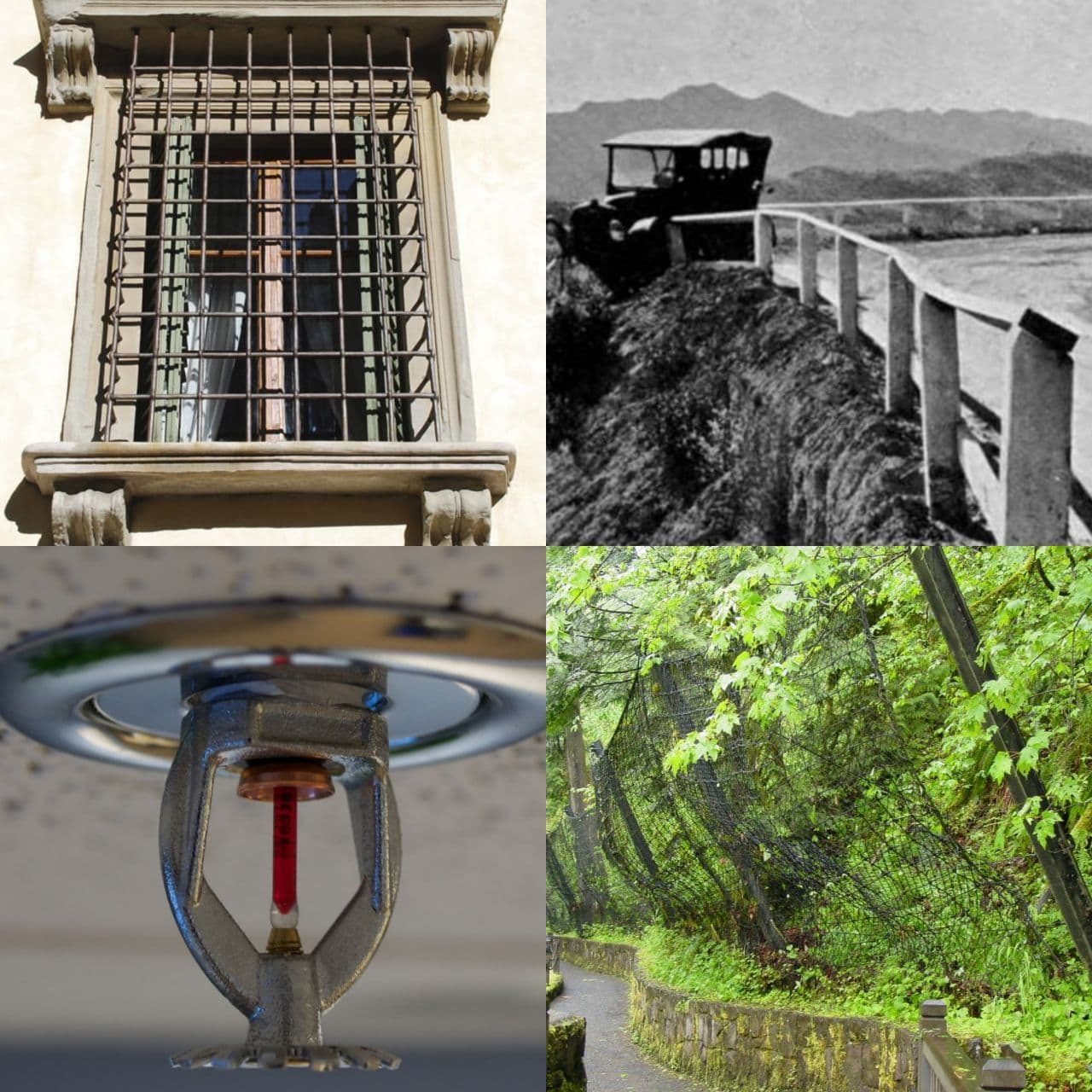
Esempi di dispositivi di sicurezza: inferriate su una finestra di un palazzo storico (sicurezza fisica), guard rail fotografato subito dopo essere stato utile in un incidente stradale (sicurezza stradale), impianto sprinkler (sicurezza antincendio), rete di protezione dalla caduta di materiali.

La sicurezza può essere definita operativamente come la conoscenza di assenza di stati indesiderati in un determinato contesto o sistema.

## Descrizione concettuale
Il concetto implica una serie di definizioni operative, come la conoscenza che l'evoluzione di un sistema non produrrà stati indesiderati, o anche l'essere consapevoli che una certa azione non provocherà dei danni futuri. Il presupposto della conoscenza è fondamentale da un punto di vista epistemologico, poiché un sistema può evolversi senza dar luogo a stati indesiderati, ma non per questo esso può essere ritenuto sicuro. Solo una conoscenza di tipo scientifico, basata quindi su osservazioni ripetibili, può garantire una valutazione sensata della sicurezza.
La sicurezza totale (o "rischio zero") si ha in presunta assenza di pericoli. In senso assoluto, si tratta di un concetto difficilmente traducibile nella vita reale, anche se l'applicazione delle norme di sicurezza rende più difficile il verificarsi di eventi dannosi e di incidenti e si traduce sempre in una migliore qualità della vita.

## Terminologia
La nozione di sicurezza può essere intesa come:
- security (termine della lingua inglese  spesso tradotta in protezione come nel caso della sicurezza informatica o in quella del controllo dell'accesso fisico delle persone presso edifici/vani/aree) corrisponde alla sicurezza intesa come salvaguardia da atti intenzionali che potrebbero ledere cose o persone (ad esempio: furti, vandalismi, attacchi informatici, attacchi terroristici, ecc.);
- safety (altro termine della lingua inglese) intesa come sicurezza delle persone, intesa come loro incolumità psico-fisica (ad esempio questo è il termine usato per il tema della sicurezza sul posto di lavoro). Per gli animali vale lo stesso significato, a volte reso in "benessere". Per i beni materiali il concetto riguarda solo la sicurezza fisica (preservazione da danni).

Gli enti di normazione internazionali ISO e IEC definiscono la sicurezza (safety) come "libertà da un rischio inaccettabile di danno".

## Nei vari contesti
I campi in cui la sicurezza è un obiettivo primario sono numerosi, così come vari sono i sistemi per raggiungere un grado di sicurezza accettabile. Le attività lavorative in genere ma anche la vita domestica, gli hobby, il gioco e lo sport richiedono alcune attenzioni particolari.

### Sicurezza nazionale
Un capitolo a parte è costituito dalla sicurezza nazionale, dalla difesa da atti di terrorismo e spionaggio, ma anche da catastrofi (terremoti, maremoti, uragani, etc.).
Le prime attività sono svolte dalle agenzie di intelligence e controspionaggio e dalle teste di cuoio delle forze di polizia, le seconde da organismi preposto alla difesa civile.

### Sicurezza nelle abitazioni ed edifici
Nella vita quotidiana, per migliorare la sicurezza e diminuire la possibilità di infortuni e incidenti, aumentando nel contempo la probabilità di risolvere favorevolmente le situazioni di emergenza, sono necessarie azioni preventive ed organizzative adeguate, che includono:
- analisi dei rischi;
- formazione delle persone addette alla sicurezza;
- formazione sul primo soccorso;
- dotazioni personali appropriate (abbigliamento, dispositivi di protezione individuale, dispositivi di controllo, telerilevamento e telesoccorso);
- la cassetta di pronto soccorso, obbligatoria negli ambienti di lavoro, dove deve essere segnalata appropriatamente, del tipo stabilito per legge e reintegrata dopo ciascun utilizzo, fortemente consigliata in casa;
- controllo periodico dei dispositivi antincendio, delle vie di fuga e del piano di evacuazione nei locali a rischio incendio;
- controllo periodico degli impianti elettrici, con particolare riferimento all'efficienza dei dispositivi di apertura per sovraccarico e per dispersione e alla verifica dell'impianto di messa a terra;
- controllo periodico di filtri e prese d'aria negli impianti di aerazione e condizionamento;
- controllo e revisione periodica dei veicoli;
- custodia accurata e proporzionata al rischio di ciascun dispositivo e del materiale pericoloso, tossico o nocivo.

In tal senso è detta anche sicurezza ambientale e riguarda dispositivi di tipo architettonico e impiantistico.

### Sicurezza sul lavoro
Nel mondo del lavoro organizzato, il compito di garantire la sicurezza dei lavoratori è del datore di lavoro che deve adoperarsi per garantire assenza di pericoli e rischi circa l'attività dei propri dipendenti.

### Sicurezza da atti criminosi
La sicurezza nelle abitazioni riguarda tutte le precauzioni adottate per salvaguardare le persone e i beni. Includono:
- sicurezza passiva: offendicula e in generale qualsiasi dispositivo meccanico atto a prevenire un'intrusione.
- sicurezza attiva: sistemi di videosorveglianza e/o antifurto

### Sicurezza alimentare
La sicurezza alimentare è l'insieme delle metodiche applicate nel settore alimentare, specifiche dato il tipo di prodotto.

### Sicurezza delle informazioni
La norma tecnica internazionale ISO 27001, di cui la sicurezza informatica è tutt'al più solo una parte, ha assunto una dimensione talmente rilevante che, in taluni contesti, è sinonimo di sicurezza.

### Sicurezza stradale
La sicurezza stradale riguarda le regole e le procedure da osservare per gli utenti delle strade del codice stradale.

## Criticità
Quando si verifica un incidente, si tende ad attribuire l'avvenimento a cause di forza maggiore, sebbene spesso nelle dinamiche degli incidenti si riscontrino mancanze anche gravi sia da parte della persona danneggiata (ad esempio: comportamento contrario alle indicazioni ricevute, distrazione, non utilizzo dei dpi forniti, ecc.) sia da parte delle persone incaricate a prevenire tali incidenti (ad esempio: mancato rispetto delle norme, mancanza di apposite misure di sicurezza, mancanza di controlli, lassismo, ecc.). Si può affermare quindi che in generale un incidente può essere causato dal mancato rispetto delle norme di sicurezza e/o della pianificazione/prevenzione relativa.
Spesso inoltre si tende a utilizzare bias cognitivi che distorcono la realtà dei fatti, confrontando la sicurezza di due distinti sistemi in maniera errata. Ad esempio, molte persone tendono ad assegnare ai viaggi in aereo un elevato rischio rispetto ai viaggi in automobile, sebbene le statistiche affermino esattamente il contrario: si stima infatti che l'automobile sia 60 volte più pericolosa dell'aereo. In tale visione distorta, il rischio percepito dei viaggi in aereo è assai maggiore del rischio reale, mentre il rischio ascrivibile dei viaggi in automobile è assai minore del rischio reale, fino al punto di fare supporre che i viaggi in automobile siano molto più sicuri di quanto lo siano realmente, con evidente sottovalutazione del rischio associato alla guida delle automobili e di conseguenza maggiore rischio di incidente stradale.
Un altro esempio di visione distorta della sicurezza riguarda la pericolosità degli animali. Sebbene molte persone pensino che leoni, squali e lupi siano animali assai più pericolosi dei cani, secondo un'analisi statistica di ScienceAlert del 28 febbraio 2018, dal titolo "Deadliest creatures worldwide by annual number of human deaths as of 2018", gli squali ogni anno provocano "solo" 6 morti umane, i leoni 22, e i lupi 10, contro un numero assai maggiore di morti provocate da animali che nel pensiero comune non sono in genere ritenuti altrettanto pericolosi, quali, in ordine decrescente di morti all'anno: le zanzare (750 000), gli stessi esseri umani (437 000), i serpenti (100 000), i cani (35 000), le lumache (20 000), le cimici (11 000), le mosche (10 000), i lombrichi (4 500), i coccodrilli (1 000), i vermi parassiti (700), gli elefanti (500) e gli ippopotami (500).